# Mutu (musica)
Il mutu è un genere di canto, diffuso in Sardegna, è una delle dodici varianti del cantu a chiterra ed è parte del repertorio nel Canto a tenore. I testi sono basati su versi improvvisati da poeti estemporanei. In poesia questo tipo di composizioni sono chiamate battorinas; queste sono composte da due coppie di versi (o distici) ( in sardo: duinas), da cui il nome battorina (quartina), di cui la prima duina è improvvisata dal primo poete (contendente) e i successivi due versi dal secondo. La prima duina è chiamata isterrida (apertura) e la seconda torrada (risposta), dove nella torrada il poeta risponde all'argomento proposto nell’isterrida dal suo contendente.
I muttos tradizionalmente erano basati su temi amorosi (mutos de amore) e scherzosi o polemici (mutos a dispretziu) e spesso erano interpretati da un uomo e una donna, come una specie di "botta e risposta". 
In genere, fra i generi più orecchiabili del repertorio, oltre ai mutos, ci sono Sa Nuoresa, (l'unica canzone a tre tempi, che prende il nome dalla città di Nuoro) e La corsicana.

## Nomi vari
Il plurale di mutu in sardo è mutos. Esistono anche altre denominazioni quali: mutu, mutetu, repentina, che tuttavia si riferiscono ad alcune varianti. Il termine mutu è originario del Logudoro dove è attestato sin dall'VIII secolo.